# Comunitat de comunes del Sud-Estuaire
La Comunitat de comunes del Sud-Estuaire (en bretó Kumuniezh-kumunioù Su an Aber) és una estructura intercomunal francesa, situada al departament del Loira Atlàntic a la regió País del Loira però a la Bretanya històrica. Té una extensió de 197,48 kilòmetres quadrats i una població de 27.424 habitants (2010).

## Composició
Agrupa 6 comunes :
1. Corsept
2. Frossay
3. Saint-Brevin-les-Pins
4. Saint-Père-en-Retz
5. Saint-Viaud
6. Paimbœuf